# Spelobia ovata
Spelobia ovata är en tvåvingeart som beskrevs av Marshall 1985. Spelobia ovata ingår i släktet Spelobia och familjen hoppflugor. Inga underarter finns listade i Catalogue of Life.